# Saint-Bonnet-en-Champsaur
Pour les articles homonymes, voir Saint-Bonnet (homonymie).
Saint-Bonnet-en-Champsaur est une commune française située dans le département des Hautes-Alpes en région Provence-Alpes-Côte d'Azur.
Elle est créée le 1er janvier 2013, sous le statut de commune nouvelle, de la fusion de Saint-Bonnet-en-Champsaur, de Bénévent-et-Charbillac et des Infournas.
Ses habitants sont appelés les Saint-Bonnetiers.

## Géographie

### Localisation
Située au débouché de la vallée du haut Drac sur la grande voie de circulation Gap-Grenoble (route Napoléon) et jouxtant le parc national des Écrins, Saint-Bonnet se situe à 15 kilomètres de Gap par le col Bayard et à 90 de Grenoble.
Le Bourg se situe à 1 025 mètres d'altitude.
La commune forme un triangle dont la base est délimitée par le Drac et la pointe par le pic de Queyrel.

### Relief et géologie
Le paysage est majoritairement composé de bocage de montagne qui fait l’originalité et la richesse environnementale de ce territoire. En montant vers le pic Queyrel, les prairies de bas de vallée font peu à peu place aux pâturages en altitude.

### Communes limitrophes
| Côté adret (Drac rive droite) | Côté ubac (Drac rive gauche) |
| ----------------------------- | ---------------------------- |
| Saint-Julien-en-Champsaur     | Poligny                      |
| Saint-Michel-de-Chaillol      | La Fare-en-Champsaur         |
| La Motte-en-Champsaur         | Laye                         |
| Aubessagne                    | Saint-Laurent-du-Cros        |

### Climat
Pour des articles plus généraux, voir Climat de Provence-Alpes-Côte d'Azur et Climat des Hautes-Alpes.
En 2010, le climat de la commune est de type climat des marges montargnardes, selon une étude du Centre national de la recherche scientifique s'appuyant sur une série de données couvrant la période 1971-2000. En 2020, Météo-France publie une typologie des climats de la France métropolitaine dans laquelle la commune est exposée à un climat de montagne ou de marges de montagne et est dans la région climatique Alpes du sud, caractérisée par une pluviométrie annuelle de 850 à 1 000 mm, minimale en été.
Pour la période 1971-2000, la température annuelle moyenne est de 8,6 °C, avec une amplitude thermique annuelle de 17,2 °C. Le cumul annuel moyen de précipitations est de 1 020 mm, avec 7,8 jours de précipitations en janvier et 6,1 jours en juillet. Pour la période 1991-2020, la température moyenne annuelle observée sur la station météorologique installée sur la commune est de 8,9 °C et le cumul annuel moyen de précipitations est de 1 085,8 mm. 
La température maximale relevée sur cette station est de 35 °C, atteinte le 28 juillet 2005 ; la température minimale est de −19 °C, atteinte le 12 janvier 1987,,.
| Mois                                  | jan.           | fév.           | mars         | avril         | mai         | juin         | jui.        | août           | sep.        | oct.        | nov.            | déc.         | année    |
| ------------------------------------- | -------------- | -------------- | ------------ | ------------- | ----------- | ------------ | ----------- | -------------- | ----------- | ----------- | --------------- | ------------ | -------- |
| Température minimale moyenne (°C)     | −3,9           | −3,8           | −0,3         | 2,2           | 6,6         | 9,5          | 11,5        | 11,4           | 8,1         | 5,2         | 0,3             | −2,9         | 3,7      |
| Température moyenne (°C)              | 0,3            | 1              | 5,1          | 7,6           | 12,4        | 15,8         | 18,1        | 18             | 13,7        | 9,9         | 4,1             | 0,9          | 8,9      |
| Température maximale moyenne (°C)     | 4,4            | 5,9            | 10,6         | 12,9          | 18,2        | 22,2         | 24,7        | 24,5           | 19,2        | 14,7        | 7,9             | 4,6          | 14,2     |
| Record de froid (°C) date du record   | −19 12.01.1987 | −19 14.02.1999 | −15 01.03.05 | −8 17.04.1999 | −2 01.05.06 | 0 08.06.1989 | 2 17.07.00  | 2,5 06.08.1987 | −2 18.09.01 | −6 23.10.07 | −13 25.11.1988  | −16 25.12.01 | −19 1999 |
| Record de chaleur (°C) date du record | 18 29.01.02    | 20 22.02.1990  | 24 17.03.04  | 26 30.04.05   | 29 29.05.05 | 34 27.06.05  | 35 28.07.05 | 33 27.08.07    | 33 07.09.06 | 26 02.10.07 | 21,5 03.11.1996 | 17 23.12.06  | 35 2005  |
| Précipitations (mm)                   | 79,6           | 56             | 64,4         | 80,6          | 90          | 77,5         | 52,8        | 67,9           | 101,4       | 156,2       | 149,8           | 109,6        | 1 085,8  |

| Diagramme climatique                                  |           |              |             |           |             |              |              |              |              |             |              |
| J                                                     | F         | M            | A           | M         | J           | J            | A            | S            | O            | N           | D            |
| 4,4−3,979,6                                           | 5,9−3,856 | 10,6−0,364,4 | 12,92,280,6 | 18,26,690 | 22,29,577,5 | 24,711,552,8 | 24,511,467,9 | 19,28,1101,4 | 14,75,2156,2 | 7,90,3149,8 | 4,6−2,9109,6 |
| Moyennes : • Temp. maxi et mini °C • Précipitation mm |           |              |             |           |             |              |              |              |              |             |              |

Les paramètres climatiques de la commune ont été estimés pour le milieu du siècle (2041-2070) selon différents scénarios d'émission de gaz à effet de serre à partir des nouvelles projections climatiques de référence DRIAS-2020. Ils sont consultables sur un site dédié publié par Météo-France en novembre 2022.

## Urbanisme

### Typologie
Au 1er janvier 2024, Saint-Bonnet-en-Champsaur est catégorisée bourg rural, selon la nouvelle grille communale de densité à 7 niveaux définie par l'Insee en 2022.
Elle est située hors unité urbaine. Par ailleurs la commune fait partie de l'aire d'attraction de Gap, dont elle est une commune de la couronne,. Cette aire, qui regroupe 73 communes, est catégorisée dans les aires de 50 000 à moins de 200 000 habitants,.

### Occupation des sols
L'occupation des sols de la commune, telle qu'elle ressort de la base de données européenne d’occupation biophysique des sols Corine Land Cover (CLC), est marquée par l'importance des forêts et milieux semi-naturels (49,7 % en 2018), en augmentation par rapport à 1990 (48,4 %). La répartition détaillée en 2018 est la suivante : 
zones agricoles hétérogènes (32,6 %), forêts (24,6 %), milieux à végétation arbustive et/ou herbacée (13,1 %), espaces ouverts, sans ou avec peu de végétation (12 %), terres arables (9,2 %), prairies (5,7 %), zones urbanisées (2,6 %).
L'évolution de l’occupation des sols de la commune et de ses infrastructures peut être observée sur les différentes représentations cartographiques du territoire : la carte de Cassini (XVIIIe siècle), la carte d'état-major (1820-1866) et les cartes ou photos aériennes de l'IGN pour la période actuelle (1950 à aujourd'hui).

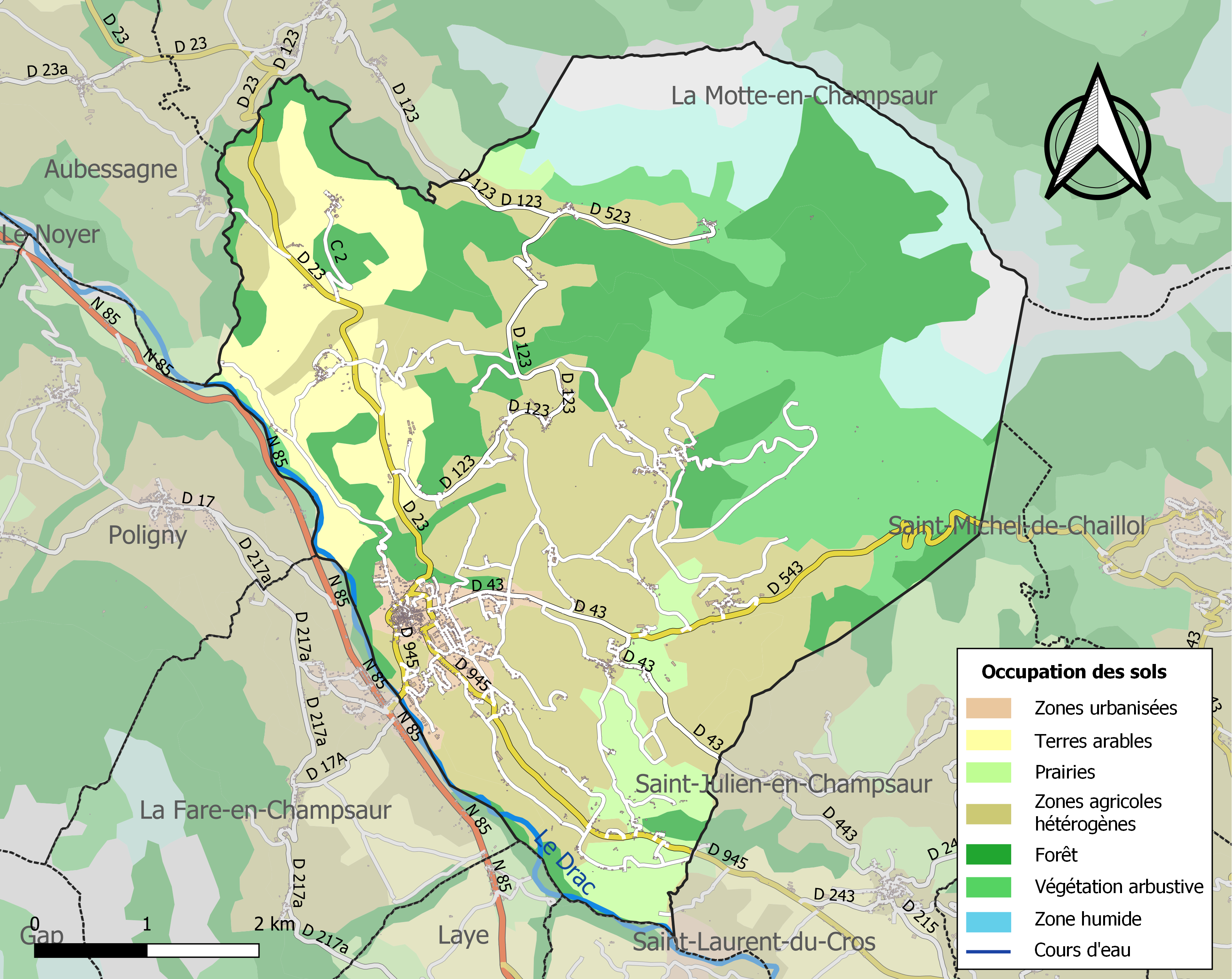
Carte de l'occupation des sols de la commune en 2018 (CLC).

## Toponymie
Le nom de la localité est attesté sous la forme latine Sanctus Bonitus en 1152.
Sant Bonet en occitan.
Pendant la Révolution, Saint-Bonnet changera de nom pour devenir la commune de Bonnet-Libre.
La commune de Saint-Bonnet-en-Champsaur est placée sous la protection de saint Bonnet, Santus Bonitus, mort vers 710.
Champsaur (on prononce en français champ'saur ; en occitan vivaro-alpin, [ʃamp'saw]) est la haute vallée de la rivière Drac.

## Histoire

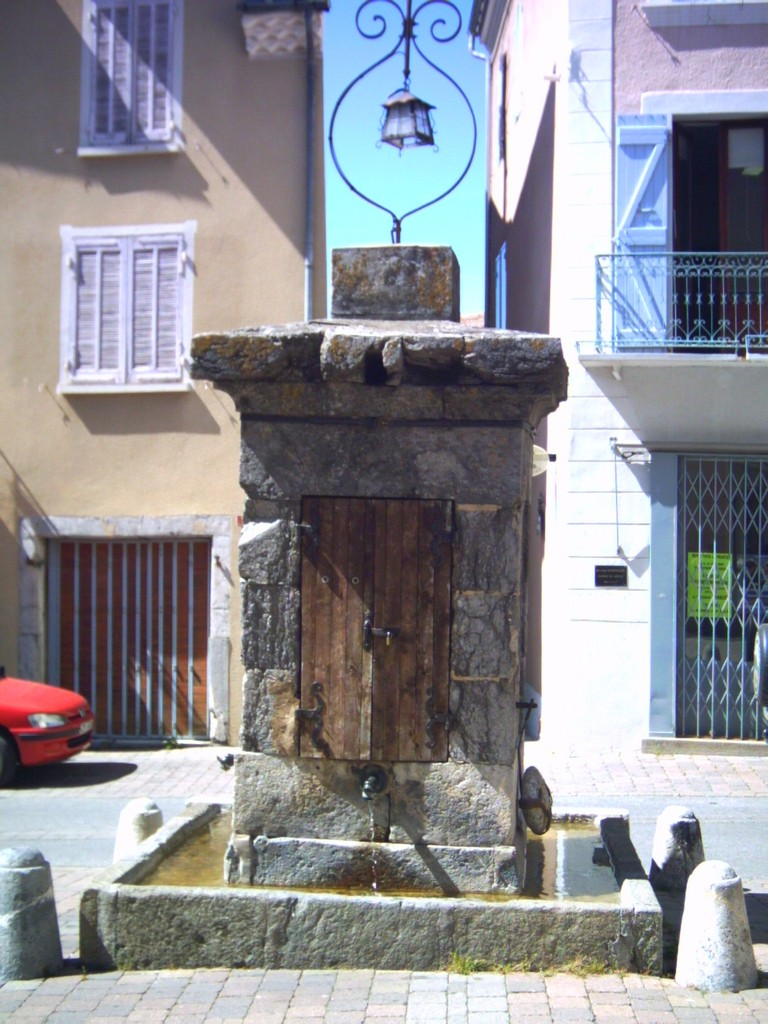
La fontaine de la place Grenette (XVIe s.).

L’abbaye de Saint-Victor de Marseille, héritière dans bien des cas de celle de la Novalaise qui avait évangélisé la haute vallée du Drac, fonda, au XIIe siècle, sur la route qui, de Gap, conduisait à La Mure, un prieuré dédié à saint Bonnet, qui est à la base du bourg actuel. Cette maison religieuse prit une certaine importance au cours du Moyen Âge, mais ses bâtiments furent ruinés pendant les guerres de Religion. Le Dauphin possédait Saint-Bonnet depuis le Xe ou le XIe siècle ; il y plaça un châtelain puis, en 1611, un vibailli duquel ressortissaient les vingt-et-une paroisses du Champsaur. Le bourg de Saint-Bonnet devint alors une petite ville entourée de murs, défendue par une forte tour. Toutes ces fortifications disparurent au XVIe siècle. La famille de Bonne, champsaurine, commença à acheter les droits du Dauphin sur Saint-Bonnet dès le début du XIVe siècle, et se trouva propriétaire de tout le domaine delphinal au XVIe siècle ; en 1611, lorsque fut créé le duché de Lesdiguières, Saint-Bonnet en devint la capitale.
Dans les années 1700, les remparts furent détruits pour permettre au bourg de grandir. À cette époque, le bourg de Saint-Bonnet comptait plus d’une centaine de familles.
Le village porta le nom de Bonnet Libre pendant la Révolution.

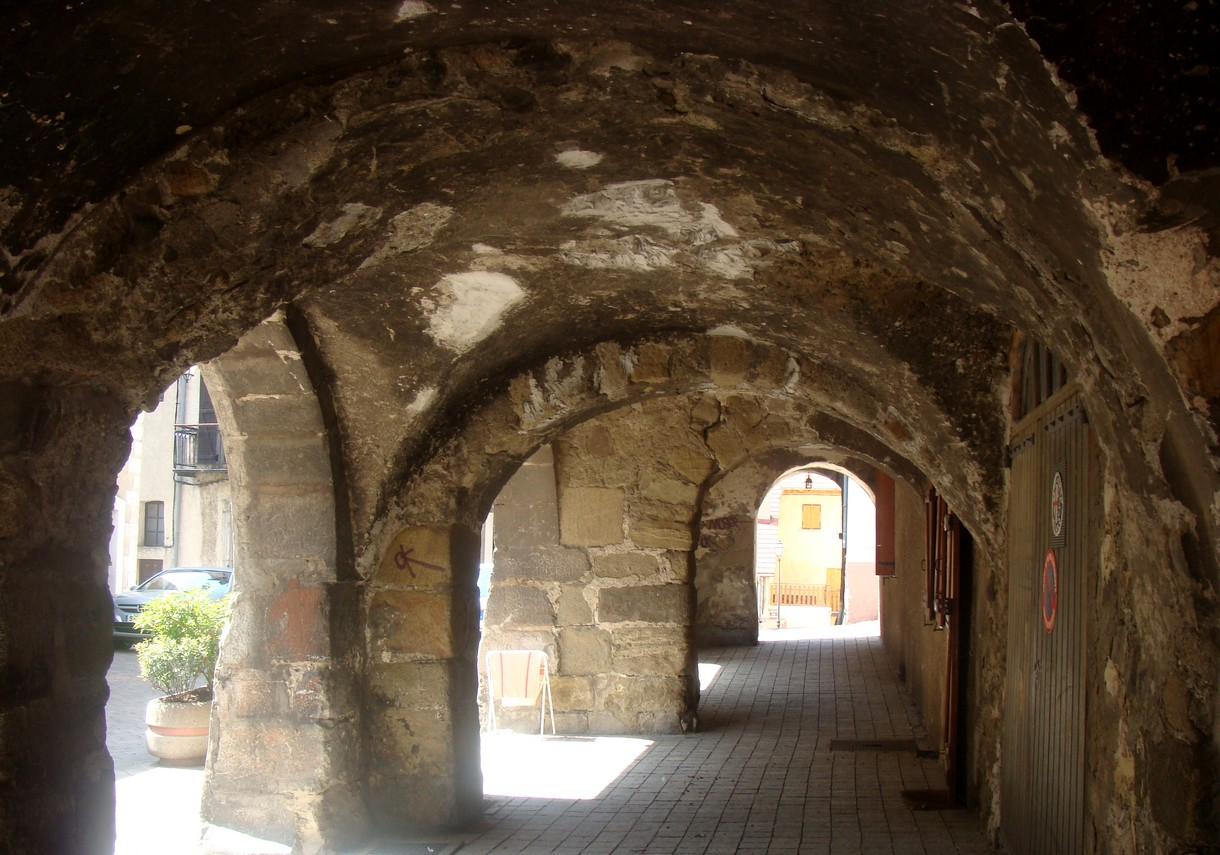
Les « tounes ».

Saint-Bonnet-en-Champsaur garde de nombreuses traces son passé : les « andrones » (ruelles étroites), les « tounes » (maisons sur voûtes), les vieilles portes en noyer massif, la halle, etc.
Comme dans tous les villages médiévaux, les maisons sont serrées les unes aux autres, ne laissant que peu de place aux ruelles et aux places. On aperçoit encore aujourd’hui, dans le vieux Saint-Bonnet, des pierres posées le long des façades, les buttarodes, les buttes-roues qui empêchaient les moyeux des roues de charrettes d’endommager les façades des maisons. Sur certaines façades, il est encore possible d’observer les annelles qu’on utilisait pour attacher les chevaux.
La plupart des rues et places du village ont une histoire, et très souvent leurs noms, encore aujourd’hui, symbolisent ce passé : rue des Maréchaux(-ferrants), place Grenette (place aux grains), place du Chévreril (place du marché aux chèvres), etc.

## Politique et administration

### Administration municipale
Par arrêté du préfet des Hautes-Alpes en date du 9 novembre 2012, modifié par arrêté du 28 novembre 2012, il est créé une commune nouvelle en lieu et place des communes de Bénévent et Charbillac, Les Infournas et Saint-Bonnet-en-Champsaur (canton de Saint-Bonnet-en-Champsaur, arrondissement de Gap).
La commune nouvelle, qui prend le nom de Saint-Bonnet-en-Champsaur, a son chef-lieu fixé au chef-lieu de l'ancienne commune de Saint-Bonnet-en-Champsaur.
Le 28 août 2014 le conseil municipal décide de supprimer les délégations communales
| Nom                                                  | Code Insee | Intercommunalité | Superficie (km2) | Population (dernière pop. légale) | Densité (hab./km2) |
| ---------------------------------------------------- | ---------- | ---------------- | ---------------- | --------------------------------- | ------------------ |
| Saint-Bonnet-en-Champsaur (ancienne commune) (siège) | 05P03      | CC du Champsaur  | 15,01            | 1 700 (2010)                      | 113                |
| Bénévent-et-Charbillac                               | 05020      | CC du Champsaur  | 12,15            | 270 (2010)                        | 22                 |
| Les Infournas                                        | 05067      | CC du Champsaur  | 8,69             | 28 (2010)                         | 3,2                |

### Liste des maires
Le 7 janvier 2013, le conseil municipal de Saint-Bonnet-en-Champsaur, élargi aux représentants des anciennes communes de Bénévent-et-Charbillac et des Infournas, a élu Jean-Pierre Festa maire de la commune nouvelle.

### Intercommunalité
Saint-Bonnet-en-Champsaur faisait partie de 2001 à 2017 de la communauté de communes du Champsaur.
À partir du 1er janvier 2017, elle fait partie de la communauté de communes Champsaur-Valgaudemar.

## Population et société

### Évolution démographique
L'évolution du nombre d'habitants est connue à travers les recensements de la population effectués dans la commune depuis sa création.

En 2022, la commune comptait 2 081 habitants, en évolution de +2,77 % par rapport à 2016 (Hautes-Alpes : +0,4 %, France hors Mayotte : +2,11 %).
| 2011  | 2016  | 2021  | 2022  |
| ----- | ----- | ----- | ----- |
| 2 024 | 2 025 | 2 080 | 2 081 |

## Économie

### Tourisme
- Culturel : la visite de la ville permet de découvrir ses aspects historiques via plusieurs panneaux d'informations.
- Sports et loisirs : la proximité des montagnes permet la pratique de nombreux sports d'été (randonnée, escalade, parapente) ou d'hiver (ski, raquettes). Les torrents, principalement le Drac, permettent aussi les sports d'eau (rafting, kayak).
- Nature : découverte de la faune et la flore du parc national des Écrins.

### Distance des stations de ski
| Laye | Chaillol | Ancelle | Saint-Léger-les-Mélèzes | Serre-Eyraud | Orcières 1850 | Réallon | SuperDévoluy |
| ---- | -------- | ------- | ----------------------- | ------------ | ------------- | ------- | ------------ |
| 6 km | 10 km    | 10 km   | 12 km                   | 25 km        | 35 km         | 50 km   | 55 km        |

## Culture locale et patrimoine

### Lieux et monuments
Saint-Bonnet, capitale historique de la vallée du Champsaur, est un des rares bourgs médiévaux des Alpes françaises. Situé dans le Dauphiné et jouxtant le parc national des Écrins, Saint-Bonnet témoigne d’un passé prestigieux et préserve depuis des siècles son patrimoine culturel avec ferveur. Cet attachement à son patrimoine lui a d’ailleurs valu les honneurs de Alpes Magazine qui recense Saint-Bonnet-en-Champsaur comme étant un des plus beaux villages des Alpes[réf. nécessaire].
- place Grenette :

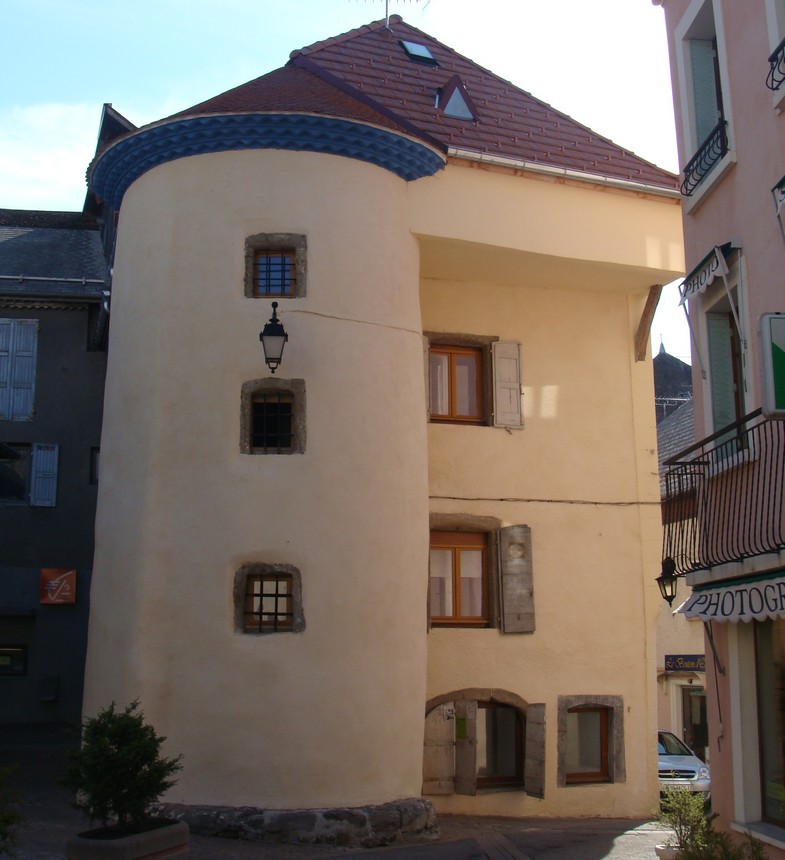
La maison de la tour, place Grenette.

  - la halle, construite en 1843 sur l'emplacement de l'ancien temple (détruit en 1685) ;
  - la maison du pasteur devenue syndicat d'initiative ;
  - une maison avec tour d'angle (contenant un escalier à vis) de la fin du XVIe siècle ;
  - une fontaine, ancienne « pompe à brandoir », datant probablement du XVIe siècle ;
- place du Chèvreril :
  - l'ancien « barquier » (abreuvoir) du XVIIIe siècle, devenu fontaine ;
  - le buste de François de Bonne, duc de Lesdiguières ;
- place aux Herbes (ancien marché aux plantes et produits laitiers) :
  - une maison sur voûtes (les « tounes ») ;
- dans les rues de la vieille ville :
  - des maisons des XVIe et XVIIe siècles.

Dans les environs immédiats :

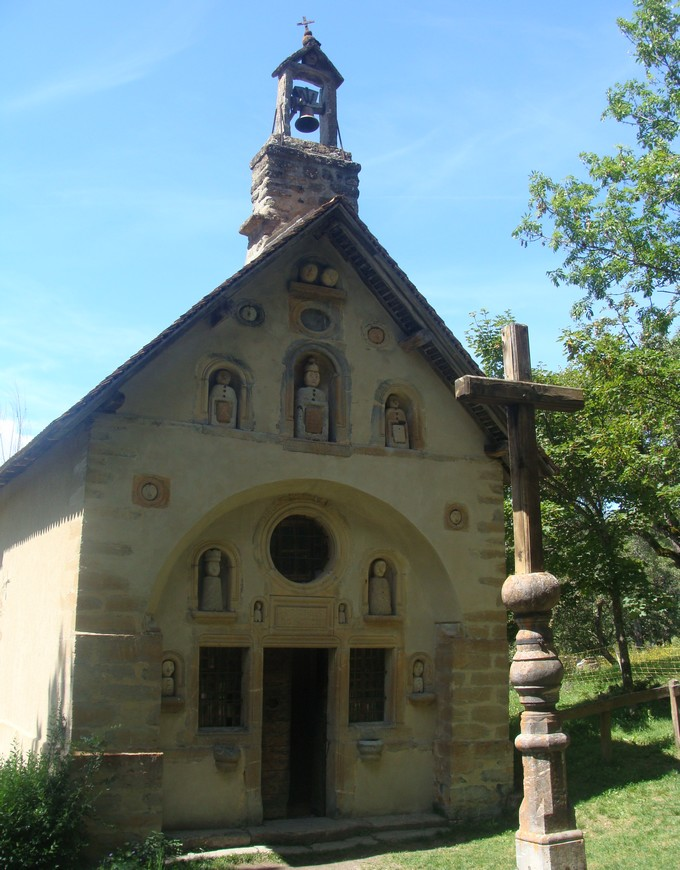
Chapelle des Pétètes (chapelle Saint-Grégoire).

- le site de Notre-Dame de Bois-Vert et la montagne de Mouttet.
- le Monument de la Résistance du Champsaur-Valgaudemar, autre point de vue sur le Champsaur.
- le hameau de Molines-en-Champsaur et le vallon du Roy.
- la chapelle des Pétètes (ou chapelle Saint-Grégoire)[20], édifice naïf construit au XVIIIe siècle par un maçon local.
- la « pisse » (cascade) Sainte-Catherine et le panorama du col du Noyer.
- les cinq « maisons » de l'écomusée éclaté du Champsaur.
- le Drac, lieu d'exercice et de compétition de canoë-kayak (depuis le pont de Saint-Bonnet jusqu'à celui de la Guinguette).
- Chapelle Saint-Paul de Pisançon.
- Chapelle de la Sainte-Famille des Alliberts.
- Chapelle de Villard Trottier.
- Chapelle des Combes.
- Chapelle Saint-Michel de Belvédère des Trois Croix.
- Église de l'Assomption-de-la-Vierge des Infournas.
- Église Saint-Barthélemy-et-Saint-Pancrace des Gentillons.
- Église Saint-Bonnet de Saint-Bonnet-en-Champsaur.
- Chapelle Saint-Roch de l'Aullagnier.
- Église Saint-Gervais-et-Saint-Protais de Charbillac.

### Personnalités liées à la commune
- François de Bonne (1543-1626), natif de Saint-Bonnet, qui fut duc de Lesdiguières, maréchal de France, connétable et pair de France. Chef des protestants du Champsaur pendant les Guerres de religion, il se rallia ensuite au roi de France.
- Joseph Pellegrin de Millon (1759-1832), général des armées du 1er Empire, né dans la commune.
- Eugène Eyraud (1820-1868), natif de Saint-Bonnet était missionnaire spiritain et premier Européen à s'installer sur l'Île de Pâques.
- Elian Judas Finbert, durant les années où il fut berger transhumant, vécut à Saint-Bonnet.
- Paul Robert (1910-1980), issu d'une famille de Saint-Bonnet, auteur du Grand dictionnaire de la langue française.
- Michel Crespin, né à Saint-Bonnet, dessinateur de bande dessinée.
- Joseph-André Motte (1925-2013), né à Saint-Bonnet, designer, décorateur et architecte d'intérieur.
- Vivian Maier (1926-2009), photographe de rue américaine, y vécut de 1932 à 1938.
- Jean-Michel Bertrand (artiste), cinéaste animalier, natif de Saint-Bonnet, réalisateur de films sur les loups.

### Emblèmes
- Oriflamme

L'oriflamme de Saint-Bonnet-en-Champsaur est formée de cinq bandes verticales alternativement bleues et blanches. Les deux bandes bleues à chaque extrémité du drapeau sont bordées l'une à gauche et à l'autre à droite d'une mince bordure blanche. Les couleurs proviendraient du chef des armoiries communales.
- Armoiries

| Blason de Saint-Bonnet-en-Champsaur | Blason  | De gueules au lion d'or, au chef d'azur chargé de trois roses d'argent. |
| Blason de Saint-Bonnet-en-Champsaur | Détails | Le statut officiel du blason reste à déterminer.                        |

On peut lire cette devise « Nihil-nisi-a-numine », qui signifie « Rien si ce n’est par la volonté ».
Les armoiries sont celles de François de Bonne, duc de Lesdiguières. En 1547 (à vérifier car Lesdiguières est né en 1543 et aurait alors 4 ans), à son arrivée à Grenoble, les notables lui offrirent un bouquet de trois roses, chacune d’elles représentant un des trois saints de l’église de la ville. Lorsque le Champsaur devint le duché de Lesdiguières, il honore le Dauphiné, dont le Champsaur faisait partie, en incluant sur son blason les trois roses. Le lion qui est son emblème représente la force. Elles seront adoptées par la commune le 29 avril 1968.